# Справжній ель

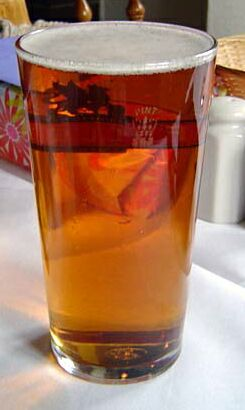
Пінта справжнього елю

Справжній ель (англ. real ale) — назва елю, придумана організацією CAMRA у 1973 році для типу пива визначеного як: «пиво, зварене з традиційних інгредієнтів, витримане за допомогою вторинної ферментації в контейнері, з якого воно розливається і подається без використання карбонування». Цей термін використовується виключно в Великій Британії.

## Бочковий ель
Бочковий ель або витримане в пляшці пиво іноді називається справжнім елем, хоча в терміні визначеному CAMRA, не всі бочкові або витримані в пляшці елі є «справжніми». Зокрема, деякі пивоварні в американському стилі можуть використовувати діоксид вуглецю під час процесу подачі, що повинно позбавляти це пиво права назватися справжнім елем.

## CAMRA
Вираз «справжній ель» інтенсивно просувався організацією CAMRA з 1973 року для того, щоб привернути увагу ЗМІ в Британії до проблеми вимирання незалежних пивоварень, і перехід виробництва на фільтровані та пастеризовані елі, що розливають за допомогою вуглекислого газу.